# 数論的関数
数論的関数（すうろんてきかんすう、英: arithmetic function, arithmetical function, number-theoretical function）とは、定義域が正整数である複素数を値に持つ関数のことである。
複素数の無限数列 {\displaystyle \{a_{n}\}_{n\geq 1}} は {\displaystyle n\mapsto a_{n}} という対応で、数論的関数とみなすことができる。

## 素因数分解に関連する関数
正整数 n に対して
{\displaystyle n=\prod _{p\ {\text{prime}}}p^{\nu _{p}(n)}\quad (\nu _{p}(n)\geq 0)}
と素因数分解する。
この項では、{\displaystyle a(n)} が {\displaystyle \{a(p^{k})|k\geq 0,\ p\ {\text{prime}}\}} によって得られる数論的関数について述べる。 

### 加法的関数
互いに素である正整数 m と n に対して、{\displaystyle a(mn)=a(m)+a(n)} が成立するとき、加法的関数（additive function）という。
つまり、
{\displaystyle a(n)=\sum _{p;\operatorname {prime} }a(p^{\nu _{p}(n)})}
が成立する関数である。
特に、任意の正整数 m と n に対して、{\displaystyle f(mn)=f(m)+f(n)} が成立するとき、完全加法的関数（completely additive function）という。つまり完全加法的関数とは
{\displaystyle a(n)=\sum _{p\ {\text{prime}}}\nu _{p}(n)a(p)}
が成立する数論的関数である。

#### 例
- 対数関数: {\displaystyle \log n}
- n の相異なる素因数の個数を表す {\displaystyle \omega (n)}
  - {\displaystyle \omega (n)=\#\{p|\nu _{p}(n)\neq 0\}}
- n の重複度を数えた素因数の個数を表す {\displaystyle \Omega (n)}
  - {\displaystyle \Omega (n)=\sum _{p;\operatorname {prime} }\nu _{p}(n)}
- 素数 p に対して、n を割る最大指数を表す、{\displaystyle \nu _{p}(n)}

### 乗法的関数
互いに素である正整数 m と n に対して、{\displaystyle f(mn)=f(m)f(n)} が成立するとき、乗法的関数 (multiplicative function)という。
つまり、
{\displaystyle a(n)=\prod _{p;\operatorname {prime} }a(p^{\nu _{p}(n)})}
が成立する関数である。
特に、任意の正整数 m と n に対して、{\displaystyle f(mn)=f(m)f(n)} が成立するとき、完全乗法的関数 (completely multiplicative function)という。つまり、完全乗法的関数とは
{\displaystyle a(n)=\prod _{p;\operatorname {prime} }a(p)^{\nu _{p}(n)}}
が成立する数論的関数である。

#### 例
- 約数関数 σx(n) は乗法的関数であるが、完全乗法的関数ではない。

## q進展開に関連する関数
q を 2以上の正整数とする。
このとき、任意の正整数 n に対して
{\displaystyle n=\sum _{j\geq 0}b_{j}(n)q^{j}\ \ \ \ \ (b_{j}(n)=0,\ 1,\ldots ,\ q-1)}
と q 進展開する。
この項では、{\displaystyle a(n)} が {\displaystyle \scriptstyle \{a(bq^{j})|j\geq 0,\ b=0,\ 1,\ldots ,\ q-1\}} によって得られる数論的関数について述べる。

### q加法的関数
{\displaystyle \scriptstyle a(n)=\sum _{j\geq 0}a(b_{j}(n)q^{j})} を満たすとき、q加法的関数 (q-additive function)という。
特に、q加法的関数 {\displaystyle a(n)} が {\displaystyle \scriptstyle a(bq^{j})=a(b)} {\displaystyle \scriptstyle (j\geq 0,\ b=0,\ 1,\ldots ,\ q-1)} を満たすとき、強q加法的関数 (strongly q-additive function)という。

#### 例
- sum of digits 関数 {\displaystyle \textstyle s_{q}(n)=\sum _{j\geq 0}b_{j}(n)}
- digit counting 関数 {\displaystyle e_{q}(b;n)=\#\{j|b_{j}(n)=b\}} 但し、b は {\displaystyle \scriptstyle 1,2,\ldots ,q-1} のいずれか。

### q乗法的関数
{\displaystyle \scriptstyle a(n)=\prod _{j\geq 0}a(b_{j}(n)q^{j})} を満たすとき、q乗法的関数 (q-multiplicative function)という。
特に、q乗法的関数 {\displaystyle a(n)} が {\displaystyle \scriptstyle a(bq^{j})=a(b)} {\displaystyle \scriptstyle (j\geq 0,\ b=0,\ 1,\ldots ,\ q-1)} を満たすとき、強q乗法的関数 (strongly q-multiplicative function)という。

#### 例
- トゥエ＝モース数列 {\displaystyle a(n)=(-1)^{e_{2}(1;n)}}
- product of digits 関数 {\displaystyle \textstyle p_{q}(n)=\prod _{j=0}^{r}b_{j}(n)\ \ \ \ \ (b_{r}(n)\neq 0,\ b_{j}(n)=0\ (j>r))}

## その他の数論的関数
(1) 素数に関係する関数
- 素数計数関数: {\displaystyle \pi (n)}
- フォン・マンゴルト関数: {\displaystyle \Lambda (n)}
  - {\displaystyle \Lambda (n)={\begin{cases}\log p&(n=p^{m},\ m\geq 1,\ p;\operatorname {prime} )\\0&(n\neq p^{m})\end{cases}}}
- {\displaystyle \textstyle \vartheta (n)=\sum _{p\leq n,\ p;\operatorname {prime} }\log p}
- {\displaystyle \textstyle \psi (n)=\sum _{p^{m}\leq n,\ p;\operatorname {prime} }\log p}

(2) 数の表現・分割
- n を２つの平方数の和で表す表し方の数を与える {\displaystyle r_{2}(n)}
- n を正整数の和で表す表し方の数を与える {\displaystyle p(n)}
- ウェアリングの問題
  - 全ての正整数が s 個の k 乗数の和で表される様な s の最小値 {\displaystyle g(k)}
  - 十分大きな全ての正整数が s 個の k 乗数の和で表される様な s の最小値 {\displaystyle G(k)}

## 性質

### 代数的性質
数論的関数 {\displaystyle \scriptstyle f(n),\ g(n)} に対して、ディリクレ積 {\displaystyle f*g} を
{\displaystyle (f*g)(n)=\!\!\!\sum _{d\geq 1,\ d|n}\!\!\!f(d)g(n/d)}
と定めると、{\displaystyle f*g} は数論的関数となる。従って、数論的関数全体集合は多元環となる。
乗法的関数 {\displaystyle \scriptstyle f(n),\ g(n)} に対して、ディリクレ積 {\displaystyle f*g} で得られた数論的関数は乗法的関数となる。
数論的関数 {\displaystyle f(n)} が、ある正数 C と、数論的関数 {\displaystyle g(n)} が存在して、{\displaystyle \scriptstyle f(n)=C^{g(n)}} と表されるとする。すると、{\displaystyle f(n)} が(完全)乗法的関数である必要十分条件は、{\displaystyle g(n)} は(完全)加法的関数である。

### 位数
(1) 最大位数
数論的関数 {\displaystyle a(n)} に対して、ある単純な形をした n の関数 {\displaystyle \psi (n)} が存在して
{\displaystyle \limsup _{n\to \infty }{\frac {a(n)}{\psi (n)}}=1}
が成立するとき、{\displaystyle a(n)} の最大位数は {\displaystyle \psi (n)} であるという。
(2) 平均位数
数論的関数 {\displaystyle a(n)} に対して、ある単純な形をした n の関数 {\displaystyle \psi (n)} が存在して
{\displaystyle \lim _{n\to \infty }{\frac {\sum _{k=1}^{n}a(k)}{\sum _{k=1}^{n}\psi (k)}}=1}
が成立するとき、{\displaystyle a(n)} の平均位数は {\displaystyle \psi (n)} であるという。
従って、{\displaystyle a(n)} は、だいたい {\displaystyle \psi (n)} であると思われるが、数論的関数の多くは、値の振る舞いが複雑であり、{\displaystyle a(n)} がほぼ {\displaystyle \psi (n)} である様な n は正整数のなかで少数であることも珍しいことではない。
(3) 正規位数
任意の正数 ϵ とほとんど全ての正整数 n に対して
{\displaystyle (1-\varepsilon )\psi (n)<a(n)<(1+\varepsilon )\psi (n)\!}
が成立するとき、{\displaystyle a(n)} の正規位数は {\displaystyle \psi (n)} であるという。
平均位数と正規位数は、常に存在する訳ではない。
平均位数は持つが正規位数はもたない、その逆で、平均位数は持たないが正規位数を持つ数論的関数が存在する。

### 例
(1) 約数関数 {\displaystyle d(n)}
最大位数は、
{\displaystyle 2^{\log n/\log \log n}\!}
であり、平均位数は {\displaystyle \log n} である。
さらに {\displaystyle \log d(n)} の正規位数は {\displaystyle log2\log \log n} である。
従って、任意の正数 ε とほとんど全ての正整数 n に対して
{\displaystyle (\log n)^{(1-\epsilon )\log 2}<d(n)<(\log n)^{(1+\epsilon )\log 2}\!}
が成立する。
つまり、ほとんど全ての正整数に対して、{\displaystyle d(n)} の値は、平均位数よりも小さい。
(2) 約数和関数 {\displaystyle \sigma (n)}
最大位数は
{\displaystyle e^{\gamma }n\log \log n\!}
であり、平均位数は {\displaystyle \pi ^{2}n/6} である。
(3) オイラー関数 {\displaystyle \varphi (n)}
最大位数は {\displaystyle n-1} であり、平均位数は {\displaystyle 6n/\pi ^{2}} である。
(4) n の相異なる素因数の個数を表す関数 {\displaystyle \omega (n)}
平均位数および正規位数は共に {\displaystyle \log \log n} である。
(5) n の重複を込めた素因数の個数を表す関数 {\displaystyle \Omega (n)}
平均位数および正規位数は共に {\displaystyle \log \log n} である。
(6) 素数の個数を表す {\displaystyle \pi (n)}
正規位数は、{\displaystyle n/\log n} である。